# 西滑川駅
西滑川駅（にしなめりかわえき）は、富山県滑川市菰原にある、富山地方鉄道本線の駅である。駅番号はT16。

## 歴史

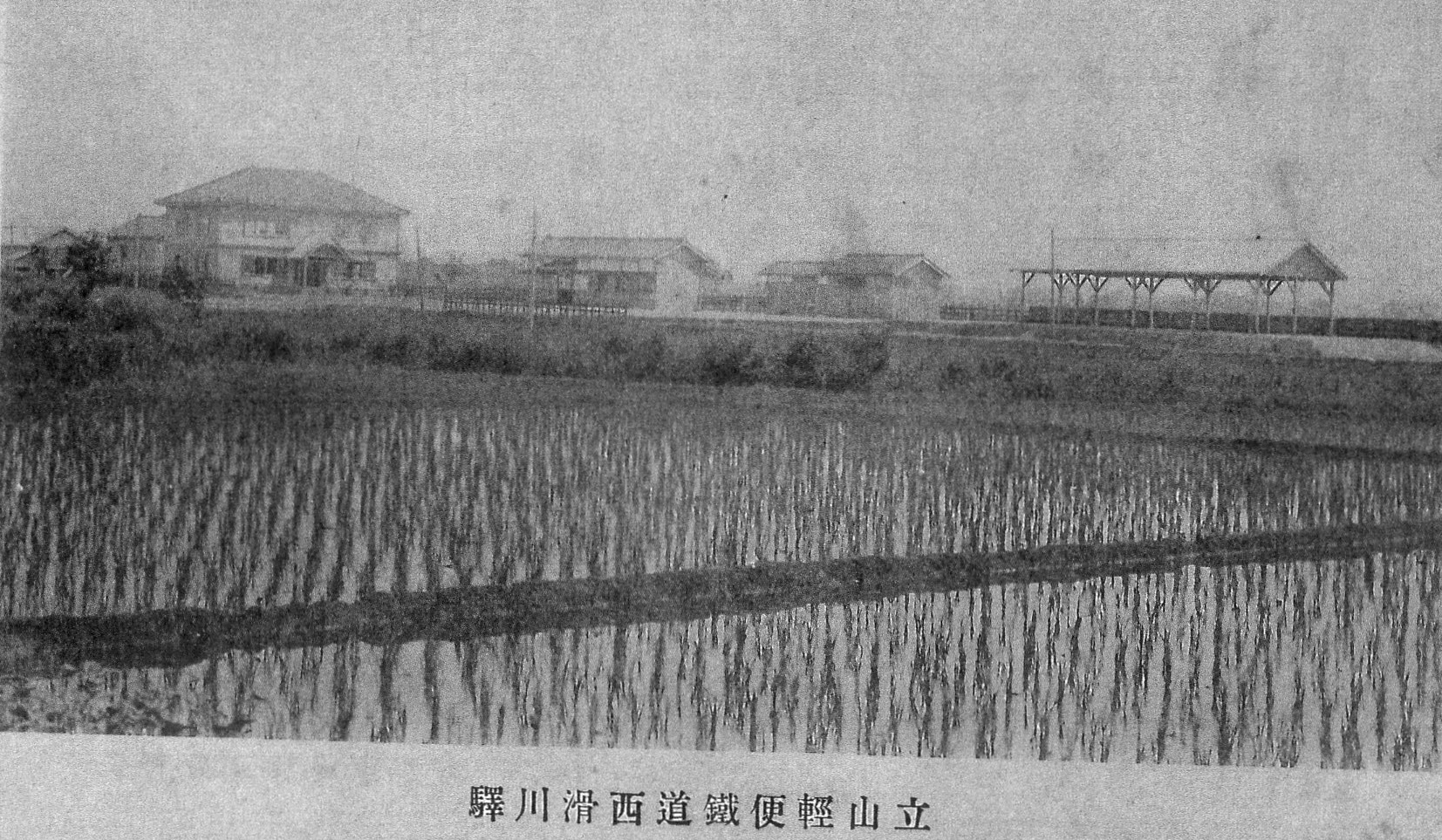
開業当時の駅の様子（1913年）

- 1913年（大正2年）6月25日[1]：立山軽便鉄道（後の立山鉄道）の滑川駅 - 五百石駅間開業に伴い西滑川駅開設[2][3]。
- 1921年（大正10年）2月20日：水橋口駅に改称[3][4]。
- 1931年（昭和6年）3月20日：富山電気鉄道が立山鉄道を吸収合併[2][5]、同社の駅となる。
- 1943年（昭和18年）1月1日：富山県交通大統合に伴い富山地方鉄道設立[2][5]、同社の本線の駅となる。
- 1958年（昭和33年）10月2日：開業当初の西滑川駅に改称[3]。
- 2023年（令和5年）4月15日：ダイヤ改正により、上り富山行き急行が停車（実際の停車は4月17日から）。

## 駅構造
単式ホーム1面1線のホームを持つ地上駅。あいの風とやま鉄道線との並走区間から分岐したところに立地し、ホーム北側はカーブとなっている。
朝夕は富山県立滑川高等学校生を中心とした利用客がある。このため、平日の7時00分 - 8時30分のみ駅員が配置されている。

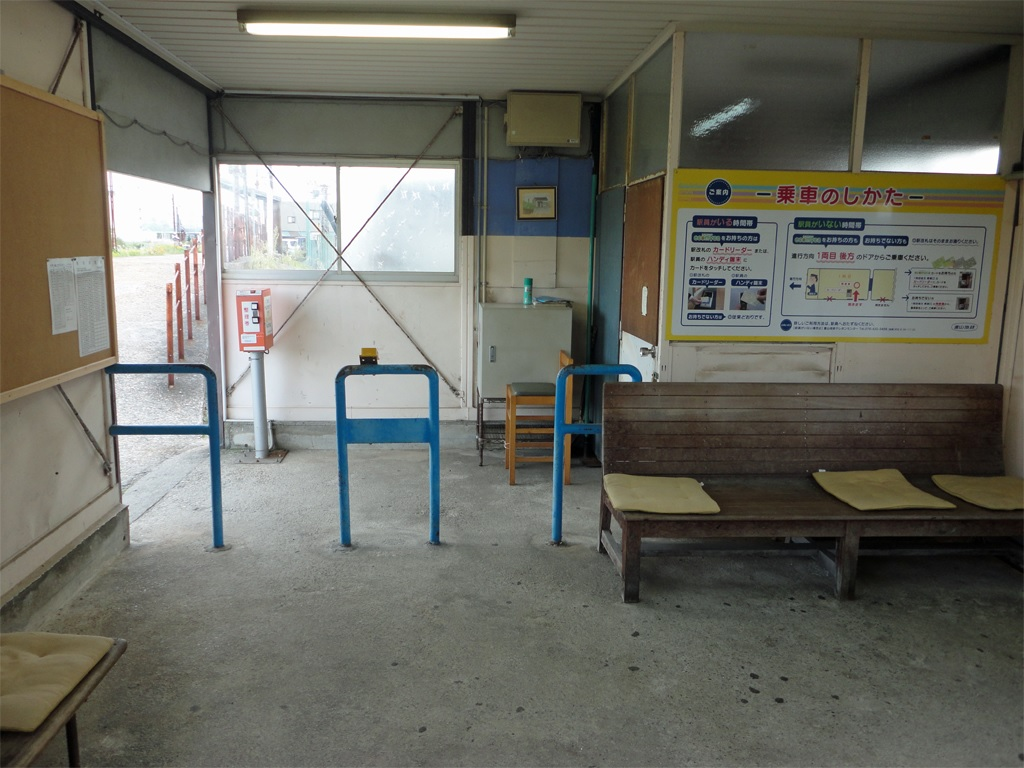
駅舎内（2018年10月）
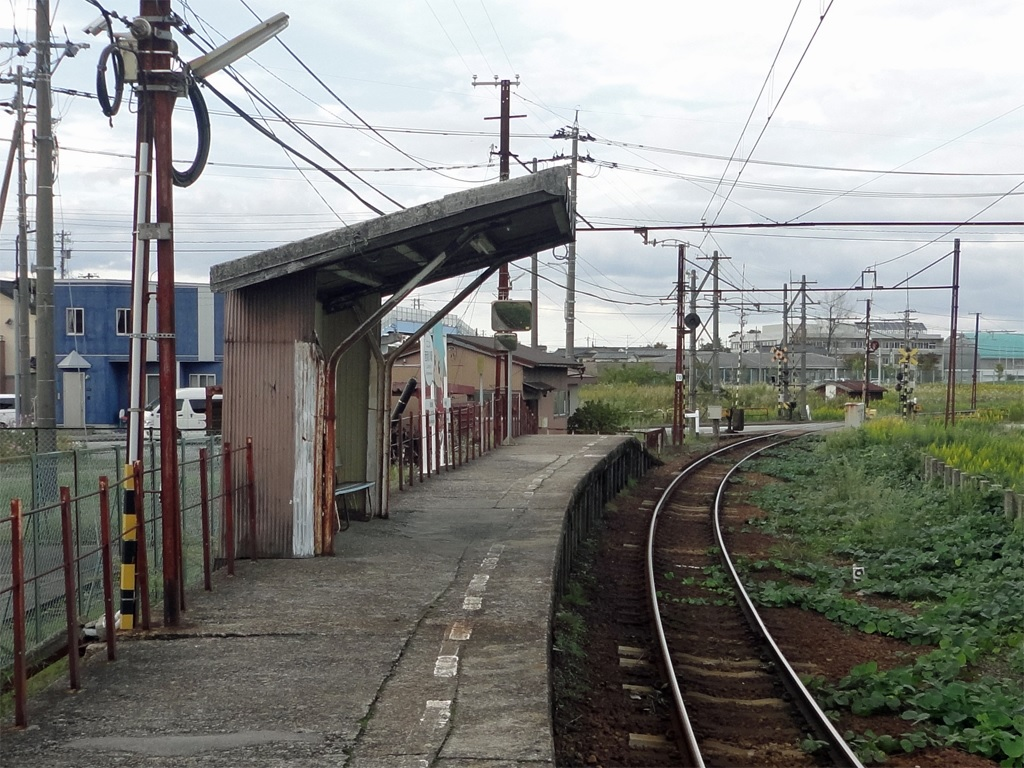
ホーム（2018年10月）

## 利用状況
近年の1日平均乗降人員は以下の通り。
| 年度   | 1日平均 乗降人員 |
| ------ | ---------------- |
| 2011年 | 305              |
| 2012年 | 315              |
| 2013年 | 305              |
| 2014年 | 299              |
| 2015年 | 310              |
| 2016年 | 316              |
| 2017年 | 321              |
| 2018年 | 323              |

## 駅周辺
- 富山県滑川警察署
- 富山県立滑川高等学校
- 滑川市立滑川中学校
- 滑川市立田中小学校
- 大阪屋ショップ 滑川店

## バス路線
駅前にある「西滑川駅前」バス停から滑川市コミュニティバス「のるmy car」が発着している（市街地循環ルート）。

## 隣の駅
富山地方鉄道
■本線
■アルペン特急
通過
■急行（上りのみ運転）
中加積駅 (T14) ← 西滑川駅 (T16) ← 中滑川駅 (T17)
■普通
西加積駅 (T15) - 西滑川駅 (T16) - 中滑川駅 (T17)